# П'яний майстер 2
«П'яний майстер 2» (кит. трад.: 醉拳二; єл.: Jui Kuen II) — гонконгський комедійний бойовик за участю Джекі Чана, продовження фільму «П'яний майстер» (1978). Вийшов на екрани 1994 року. Також відомий як «Легенда про п'яного майстра» (англ. The Legend of Drunken Master) за локалізацією 2000 року в Північній Америці.
Вонг Фейхун розкриває, що британці потай вивозять з Китаю антикваріат. Тим часом батько невдоволений його захопленням бойовим стилем «п'яного майстра». Вонгу доводиться обирати — слухатися батька чи завадити злочинцям.

## Опис
Подорослішалий Вонг Фейхун з батьком Кей-Їном і товаришем спостерігає за прибуттям до Гонконгу британського консула. Він підкидає консулу женьшень, щоб той проніс товар, не платячи мито при посадці в потяг. Щоб забрати женьшень, Вонг з товаришем запускають всередину вагону-ресторану зграю качок. Поки охорона ловить птахів, вони пробираються у вантажний вагон. Охоронець помічає Вонга та відбирає вантаж. Між ними починається бійка, охоронець перемагає, але хвалить Вонга за його бойове мистецтво. Вонг відволікає його та забирає коробку з женьшенем, підмінивши на схожу.
Згодом, коли поліція проводить перевірку, Вонг виявляє, що переплутав коробки — з женьшенем дісталася охоронцеві, а в нього опинилася коробка консула з антикварною імператорською печаткою. Офіцер контррозвідки Чжан заступається за Вонга, а той розуміє, що британські високопосадовці займаються контрабандою.
Повернувшись додому, Вонг з мачухою бідкаються, що женьшень втрачено, адже його батько — лікар. Тому він дає пацієнтові замість женьшеню корінь з випадкового вазона. Тим часом консул вимагає аби робітники на сталепрокатному заводі працювали понаднормово. Також його дратує школа бойових мистецтв, розташована на ділянці, що належить Кей-Їну.
Продавчиня лікарських змій Фень просить Вонга аби той навчив її стилю «п'яного майстра». Продавець риби Цан, який залицяється до Фень, викликає Вонга на двобій, але програє. Поплічники консула намагаються викрасти коробочку з печаткою, Вонг проганяє їх. Батько, розгнівний останньою бійкою, сварить сина. Потім він дізнається, що останній пацієнт отруївся коренем і позбавляє Вонга права на спадок. Вонга підтримує мачуха, але Вонг тікає з дому і потім напивається в шинку. Там його знаходять слуги консула та б'ють, після чого підвішують на брамі. Кей-Їн зжалюється і виплачує за сина викуп.
Коли батько їде у справах, Вонг вислуховує скаргу робітника заводу Фу Вен-Чі на нові нелюдські вимоги консула. Тоді Чжан посилає цілий загін убити Вонга з Фу Вен-чі. Озброївшись бамбуковою палицею, Вонг долає нападників, однак Фу Вен-Чі ранять. Потім сам Вонг і потрапляє в пастку і його кидають до в'язниці. Чжан в обмін на його свободу вимагає від Кей-Їна продати свою землю. Той піддається і забирає сина.
Уночі робітники заводу виявляють, що серед їхньої продукції британці вивозять антикваріат. Вонг збирає загін, до якого входять і Цан з Фень, і проникає на завод, де стикається з опором людей консула. Частина робітників відмовляється брати участь у бою, бо бояться втратити роботу. Решта рвуться далі, Вонг одного за іншим перемагає найсильніших бійців. Однак він не може впоратися з Джоном, консульським жандармом, котрий скидає Вонга на палаюче вугілля. Вонг близький до поразки, але тут в його руки потрапляє посудина з технічним спиртом. Випивши спирту, Вонг опановує «п'яний стиль» і перемагає Джона, а потім непритомніє.
Консула висилають з країни, і артефакти повертають у китайські музеї. Поліція дякує Кей-Їну та його сину. Однак сам Вонг не може взяти участі в святкуванні: він травмований, а також страждає від похмілля.

## В ролях
- Джекі Чан — Вонг Фейхун
- Аніта Муй — Лін, мачуха Вонга
- Ті Лунг — Вонг Кеї-Їн, батько Вонга
- Фелікс Вонг — Цан
- Кен Ло — Джон
- Лау Кар Ленг — Фу Вен-Чі
- Хох Він Фонг — Фень
- Луї Рот — британський консул
- Енді Лау — Чжан Сюе-Лян

## Сприйняття
Rotten Tomatoes поставили сцену бійки між Вонгом і Джоном на 2-е місце у своєму списку «20 найкращих сцен бійки в історії». Виконавець ролі Джона, Кен Ло,  — власник чорного поясу з тхеквондо.